# 김구라의 초저녁쇼
김구라의 초저녁쇼는 KBS 해피FM(수도권 FM 106.1㎒, AM 603㎑, 대구 FM 102.3㎒, AM 558㎑)에서 방송했던 퇴근길 라디오 프로그램이다.
진행자는 방송인 김구라이며, 2007년 4월 16일부터 2008년 4월 20일까지 1년간 매일 저녁 6시 10분부터 저녁 7시 55분까지 방송된 프로그램이다.
시그널 곡은 Gorillaz  -  Feel Good Inc.를 사용하였다.

## 역대 방송시간
| 방송 채널  | 방송 기간                         | 방송 시간                  |
| ---------- | --------------------------------- | -------------------------- |
| KBS 해피FM | 2007년 4월 16일 ~ 2008년 4월 20일 | 매일 저녁 6:10 ~ 저녁 7:55 |

| KBS 해피FM                   |                          |                            |
| 이전                         | 김구라의 초저녁쇼        | 다음                       |
| 증권 정보                    | 김구라의 초저녁쇼        | KBS 제2라디오 저녁종합뉴스 |
| 저녁 6시 5분 ~ 저녁 6시 10분 | 저녁 6시 10분 ~ 저녁 7시 | 저녁 7시 ~ 저녁 7시 15분   |
|                              | 일부 지역 자체 방송      |                            |

| KBS대구 해피FM             |                          |                         |
| 이전                       | 김구라의 초저녁쇼        | 다음                    |
| KBS 제2라디오 저녁종합뉴스 | 김구라의 초저녁쇼        | KBS 제2라디오 정시 뉴스 |
| 저녁 7시 ~ 저녁 7시 15분   | 저녁 7시 15분 ~ 저녁 8시 | 저녁 8시 ~ 저녁 8시 5분 |
|                            | 일부 지역 자체 방송      |                         |